# الكسندر تشارلز بيج
الكسندر تشارلز بيج (بالإنجليزية: Alexander Charles Begg)‏ هو طبيب ومؤرخ نيوزيلندي، ولد في 28 فبراير 1912 في ويلينغتون في نيوزيلندا، وتوفي في 23 يونيو 1991 في نيلسون في نيوزيلندا.